# 賢順
賢順（けんじゅん、天文3年（1534年）? - 元和9年（1623年）?）は、戦国時代から江戸時代前期にかけての浄土宗の僧、音楽家。筑紫箏（つくしごと）の創始者。姓は諸田（もろた）。生没年には、1547年生・1636年没とする説もある。
筑後国宮部（現福岡県大牟田市宮部）出身。7歳の時父が戦死したことから、久留米の善導寺に入って僧となった。九州に渡来した中国（明）の鄭家定に七弦琴、瑟、箏を学び、また、善導寺に伝わる雅楽・寺院歌謡などを修得して、箏伴奏の歌曲を創始した。その後還俗して大友宗麟に仕えたが、宗麟がキリスト教に帰依したことから宗麟の下を離れ、龍造寺安順の招きに応じた。弟子に玄恕・法水などがいる。
福岡県久留米市では、賢順の業績を記念して1994年から毎年「賢順記念全国箏曲祭」が開かれている。